# رشيد بقدونس
رشيد بقدونس (1875-1943)، كاتب ومؤرخ وعسكري سوري، وأحد مؤسسي مجمع اللغة العربية في دمشق.

## البداية
ولد رشيد بقدونس في حي الصالحية بمدينة دمشق والتحق بالمدرسة الرشيدية العسكرية ثم في الكلية الحربية في اسطنبول، حيث تخرج برتبة ملازم ثاني عام 1895. خدم في الجيش العثماني بجزيرة كريت ثم في مدينة سالونيك، معقل جمعية الاتحاد والترقي. أقام في سالونيك مدة ست سنوات تعلم خلالها اللغة اليونانية. شارك في حروب البلقان في صفوف الجيش العثماني، وفي جبهة القوقاز. نُقل بعدها إلى فلسطين وبقي فيها حتى نهاية الحرب العالمية الأولى.

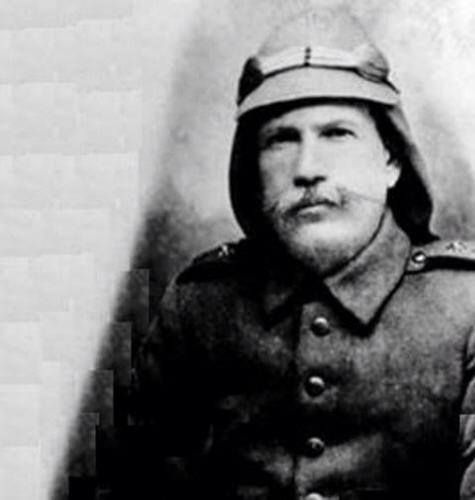
رشيد بقدونس

## نشاطه الحزبي
في 28 تشرين الأول 1913 شارك رشيد بقدونس سراً مجموعة من الوطنيين السوريين بتأسيس جمعية العهد التي نادت باستقلال البلاد العربية وسعت إلى نشر الوعي القومي بين الشباب العربي. إضافة للبقدونس، ضمت الجمعية في هيئتها كل من حسني البرازي وحسن الحكيم، الذان تناوبا على رئاسة الحكومة السورية عام 1942، ومنير إسماعيل وعارف التوّام ولطفي الرفاعي والأمير فؤاد الشهابي. تم حل الجمعية نظراً لنشاطها السّياسي المحظور عام 1914.

### في عهد الاستقلال
انفصل رشيد بقدونس عن الجيش العثماني مع نهاية الحرب العالمية وعاد إلى دمشق حيث التحق بقوات الشريف حسين بن علي، قائد الثورة العربية الكبرى، التي دخلت العاصمة السورية يوم 1 تشرين الأول 1918. بايع الأمير فيصل بن الحسين حاكماً عربياً على سورية وتم تعينه قائداً في الشعبة الثالثة في ديوان الشورى الحربي. فشارك في تنظيم الجيش الفتي وتدريبه، وأسهم في ترجمة العديد من الكتب العسكرية من التركية إلى العربية، منها «تعليم المشاة» و«ايضاح المبهمات» وكتاب «الأسلحة والفروسية وجدول الرمي المدفعي.» خلال سنوات الحكم الفيصلي عَمل رشيد بقدونس ضمن الهيئة التدريسية لمدرسة مكتب عنبر، الواقعة خلف الجامع الأموي، حيث كان يُدرّس مادة التاريخ لطلاب الابتدائي والاعدادي. وفي عام 1919 كان من مؤسسي مجمع اللغة العربية مع العلامة محمد كرد علي ورأس لجنة المصطلحات العلمية التي ضمت أعضاء من المجمع ومن الجامعة السورية وجامعة بغداد.

### في زمن الاحتلال الفرنسي
اعتزل رشيد بقدونس الحياة العسكرية بعد هزيمة الجيش السوري في معركة ميسلون يوم 24 تموز 1920، وتفرغ لمقارعة المستعمرين الفرنسيين بفكره وقلمه. شارك القوى الوطنية في تنظيم تجمعاتها وفي المقاومة الوطنية التي بلغت أوجها في نيسان عام 1922، عندما عمل مع صديقه القديم حسن الحكيم والزعيم الوطني عبد الرحمن الشهبندر على ترتيب زيارة الدبلوماسي الأمبركي شارل كراين إلى دمشق. كان كراين قد زار العاصمة السورية قبل ثلاث سنوات ضمن لجنة تقصي حقائق أرسلها الرئيس الأميركي يومها وودرو ويلسون، رفعت تقرير للبيت الأبيض فيه حصيلة المطالب الوطنية السورية وهي رفض الانتداب في كل من سورية ولبنان ووعد بلفور في فلسطين. عمل بقدونس مجدداً مع الضيف الأميركي، المتعاطف ضمنياً مع العرب، فحاولوا اظهار حقيقة حكم الانتداب في سورية. رتبوا له عدة اجتماعات سرية وعلنية مع التجار والعلماء الزعماء الروحيين، أدت فور مغادرة كراين دمشق إلى اعتقال الشهبندر والحكيم وهرب رشيد بقدونس إلى إمارة شرق الأردن، بعد صدور أمر عرفي باعتقاله مدة عشر سنوات بتهمة التحريض ضد سلطة الانتداب.

### سنوات المنفى والعودة إلى دمشق
عاد بقدونس إلى مهنة التدريس وعمل في المدرسة السلطانية في السلط والمدرسة الإسلامية الكبرى في حيفا، مدرساً لمادتي التاريخ العربي والحضارة العربية. عاد إلى دمشق عام 1928 بعد صدور عفو عام من حكومة الانتداب الفرنسي.

## الوفاة
توفي رشيد بقدونس في دمشق عن عمر ناهز 68 عاماً سنة 1943.

## مؤلفاته
إضافة للأعمال العسكرية المترجمة خلال العهد الفيصلي، وضع عدة كتب أبرزها «التاريخ العام» و«التاريخ القديم» وكتاب «تاريخ القرون الوسطى» و«تاريخ القرون الأخيرة.» وترك مخطوطات لم تنشر، منها «تاريخ الكنيسة» (ترجمة عن اليونانية) و«آثار العرب» و«الطب عند العرب.» وقد أتقن اللغات التركية والفرنسية واليونانية والفارسية إتقاناً تاماً، وله مؤلفات باللغة اليونانية، بيد أن اندلاع الحرب العالمية الثانية ووفاته حالا دون صدورها. ومن أهم نشاطاته الخيرية والاجتماعية إسهامه مع نخبة من أهل الصالحية في تأسيس جمعية الثقافة والتعليم الخيري، لتعليم أبناء الفقراء والأيتام وتقديم الكتب واللوازم والألبسة مجاناً، وتعليم الأميين من أرباب الحرف ليلاً. وكان عضواً عاملاً في جمعية النداء الخيري التعليمي، وفي جمعية التمدن الإسلامي.